# Kaypro 16
Kaypro 16 је био преносиви рачунар фирме Kaypro који је почео да се производи у САД током 1985. године.
Користио је Intel 8088 микропроцесорску јединицу а RAM меморија рачунара је имала капацитет од 256 KB (512 KB највише на главној плочи). 
Као оперативни систем кориштен је MS-DOS.

## Детаљни подаци
Детаљнији подаци о рачунару Kaypro 16 су дати у табели испод.
|                       |                                                                                           |
| [ 1 ]                 |                                                                                           |
| Произвођач            |                                                                                           |
| Тип                   | преносиви рачунар                                                                         |
| Меморија              | 256 (512 највише на главној плочи)                                                        |
| Поријекло             | Сједињене Америчке Државе                                                                 |
| Година                | 1985                                                                                      |
| Тастатура             | одвојива IBM компатибилна тастатура, 83 тастера, функцијски тастери и нумеричка тастатура |
| Процесор              | 8088                                                                                      |
| Фреквенција процесора | 4,77                                                                                      |
| RAM                   | 256 (512 највише на главној плочи)                                                        |
| ROM                   | Phoenix БИОС                                                                              |
| Текст                 | 40 или 80 стубова x 25 линија                                                             |
| Графика               | 320 x 200, 640 x 200                                                                      |
| Боја                  | уграђени 9-инчни монохроматски монитор са зеленим приказом                                |
| Звук                  | мали звучник                                                                              |
| Димензије             | 46 (ширина) x 38 (дубина) x 20.5 (висина) / 16kg                                          |
| Портови               |                                                                                           |
| Оперативни систем     |                                                                                           |